# Visual Jockey

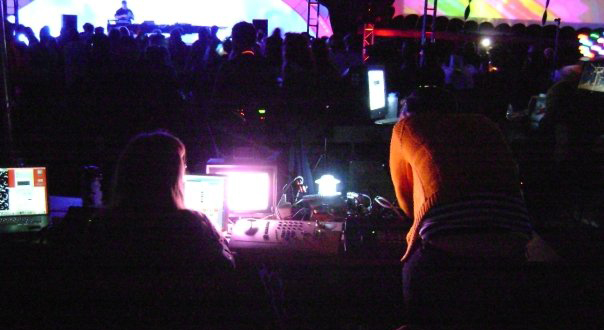
Die Live-Performance der VJs wird VJing genannt.

Als Visual Jockey (VJ) bezeichnet man einen Videokünstler im Kontext von Musikveranstaltungen (Partys, Konzerte usw.). Er erweitert dabei die Audioperformance (z. B. eines DJs) um eine visuelle Komponente. Er bedient sich der Computertechnik (2D-/3D-Animationen, VJ-Software usw.), analoger und digitaler Videotechnik und erzeugt seine Visuals in Echtzeit auf einem Anzeigemedium (Fernseher, Monitor, Beamer usw.).

## Begriffsherkunft und -abgrenzung
Die Abkürzung VJ entwickelte sich in Anlehnung an den Begriff des Discjockeys (DJ) und des Lightjockeys (LJ). Nicht zu verwechseln ist der Visual Jockey mit dem Video Jockey. Die in TV-Musiksendungen stattfindende Moderatoren-Tätigkeit eines Video Jockeys unterscheidet sich deutlich von der künstlerischen Performance eines Visual Jockeys.
Im deutschsprachigen Raum findet besonders in der VJ-Hochburg Wien seit einigen Jahren eine Debatte zur Bezeichnung der VJs statt. So verbreitet sich hier immer mehr die Bezeichnung „Visualist“ als Bezeichnung für eine Person, die im weitesten Sinne Videokunst mit der Technik eines „klassischen VJs“ erzeugt, dabei aber losgelöst vom Rahmen der Musikveranstaltung agiert. Es wird also einerseits auf die Selbstständigkeit der in Echtzeit erzeugten Videokunst referiert. Andererseits lassen sich mit der besseren begrifflichen Abgrenzung zum reinen „Video Jockey“ aber auch neue Strömungen in der Szene zu beschreiben. So geht die Tendenz in jüngerer Zeit immer mehr in Richtung Live-Generierung von Content sowie die Verwendung von Projection Mapping. Im Unterschied zum klassischen VJ, der im Live-Einsatz auf bereits bestehendes Material (in Form von Videoclips, Animationen, Fotos usw.) zurückgreift, generiert der Visualist das Material während des Einsatzes in Echtzeit. Dazu verwendet er sog. generative Software. Durch die Verwendung von Video Mapping, und die Verteilung von Projektionsobjekten im gesamten Schauraum löst sich der moderne VJ (oder Visualist) zudem vom gerichteten, auf eine einzige rechteckige Leinwand fokussierten Blick.

## VJ als Beruf
Es handelt sich um ein relativ junges Berufsbild, das erst durch die Entwicklung der damit zusammenhängenden Technologien (vor allem Beamer und PC-Grafik) zu Beginn der 1990er Jahre entstand. Bis dato gibt es (noch) keinen eigenen Ausbildungsgang mit dem Abschluss Visual Jockey, vielmehr liegt meist eine künstlerische, freischaffende Tätigkeit vor, die neben visueller Kreativität auch technische Kompetenzen verlangt.

## Software
Für das VJing kann speziell für deren Erfordernisse entwickelte Software verwendet werden; Beispiele sind Max/MSP/Jitter, Modul8 für MacOS, Pure Data GEM, Ventuz oder VVVV für Windows.

## Hardware
Für die Erzeugung und Bearbeitung von Visuals können unterschiedlichste Videogeräte verwendet werden, die sich grob in folgende Kategorien unterscheiden lassen:
- Zuspieler (Videogerät), z. B. Laptop, DVD-Player, Korg Kaptivator, Roland P-10 Visual Sampler, Videobass
- Video- bzw. Bildmischer, z. B. Panasonic MX 10, Edirol V1-HD
- Digitales Videoeffektgerät, z. B. Korg Kaoss Pad Entrancer
- Ausspieler (Videogerät), z. B. Monitore, Fernseher, Beamer, LED-Display
- Steuerungsgeräte bzw. sog. Controller für MIDI, OSC, DMX u. a.